# Epipactis olympica
Epipactis olympica är en orkidéart som beskrevs av Karl Robatsch. Epipactis olympica ingår i släktet knipprötter och familjen orkidéer.
Inga underarter finns listade i Catalogue of Life.
Artens utbredningsområde är Grekland. Denna orkidé förekommer vid bergsmassivet Olympos i regioner som ligger 800 till 1200 meter över havet. Habitatet utgörs av ställen med fuktig mark i skogar med arter av boksläktet (Fagus) eller med barrträd.
Från rötterna bildas i de flesta fall endast en stjälk eller sällan två eller tre stjälkar. Epipactis olympica når en höjd av 25 till 55 cm, vanligen 30 till 50 cm. Den blommar tidig under våren eller tidiga sommaren och blommorna är fördelade längs stjälkens övre halva samt åt alla håll. Bladen vid orkidéns nedre halva är skalpellformiga eller ovala. Hos unga exemplar förekommer vanligen 12 blommor och äldre individer kan ha upp till 50 blommor. Blommans foderblad är ljusgröna till vita och vanligen 10 mm långa samt 5 mm breda. Kronbladen är likaså gröna till vita och de kan ha rosa kanter. Arten har en gulaktig könspelare (gynostemium).
Under vissa år bildar den enskilda individen ingen stjälk (inklusive blad och blommor). När vädret är för torrt kan den synliga delen dö före blomningen.
På grund av det begränsade utbredningsområde är Epipactis olympica särskild känslig för skogsbränder eller för extrema väderförhållanden som stormar. Uppskattningsvis finns inte fler än 250 full utvecklade exemplar. Utbredningsområdet blev 1938 nationalskog och senare även nationalpark. IUCN listar arten som starkt hotad (EN).